# 군산시 (2000년 선거구)
군산시는 대한민국의 폐지된 국회의원 선거구이다. 당시 전라북도 군산시 일대를 관할했다.

## 역사
대한민국 제16대 국회의원 선거를 앞두고 군산시 갑 선거구와 군산시 을 선거구가 통합되면서 신설되었다.
대한민국 제22대 국회의원 선거를 앞두고 회현면과 대야면이 김제시·부안군 선거구에 편입되어 군산시·김제시·부안군 을 선거구를 이루게 되었다. 이에 군산시의 남은 지역들이 군산시·김제시·부안군 갑을 이루게 됨에 따라 폐지되었다.

## 관할 구역
- 군산시 전역

## 역대 국회의원
| 선거   | 정당 | 정당         | 의원   |
| ------ | ---- | ------------ | ------ |
| 2000년 |      | 새천년민주당 | 강현욱 |
| 2002년 |      | 새천년민주당 | 강봉균 |
| 2004년 |      | 열린우리당   | 강봉균 |
| 2008년 |      | 통합민주당   | 강봉균 |
| 2012년 |      | 민주통합당   | 김관영 |
| 2016년 |      | 국민의당     | 김관영 |
| 2020년 |      | 더불어민주당 | 신영대 |

## 역대 선거 결과

### 대한민국 제16대 국회의원 선거
|  | 68.66% |

|  | 27.81% |

|  | 3.52% |

### 2002년 대한민국 재보궐선거
|  | 58.10% |

|  | 37.58% |

|  | 4.30% |

### 대한민국 제17대 국회의원 선거
|  | 78.28% |

|  | 12.69% |

|  | 9.01% |

### 대한민국 제18대 국회의원 선거
|  | 52.79% |

|  | 40.66% |

|  | 5.37% |

|  | 1.17% |

### 대한민국 제19대 국회의원 선거
|  | 60.04% |

|  | 16.75% |

|  | 11.88% |

|  | 11.31% |

### 대한민국 제20대 국회의원 선거
|  | 47.12% |

|  | 34.75% |

|  | 8.22% |

|  | 6.29% |

|  | 3.60% |

### 대한민국 제21대 국회의원 선거
|  | 59.24% |

|  | 36.72% |

|  | 3.54% |

|  | 0.47% |